# Маріана Ямпольськи
Маріана Ямпольськи (англ. Mariana Yampolsky, ісп. Mariana Yampolsky; 6 вересня 1925, Чикаго – 3 травня 2002, Мехіко) — фотограф зі Сполучених Штатів і графік, що отримала мексиканське громадянство.

## Життєпис. Роки в США
Народилась в місті Чикаго. Батько, Оскар Ямпольський, український єврей з польським корінням. Родина емігрувала із Росії, рятуючи власне життя від погромів та агресивного антисемітизму. Батько за фахом — художник і скульптор.
Мати — Хедвіг Урбах. Походила із німецьких євреїв, котрі емігрували в Бразилію, рятуючись від агресивної антисемітської політики фашистів.
Донька виховувалась в родині діда з боку батька на фермі в штаті Іллінойс, де закінчила середню школу. Родина батьків була культурною і з соціалістичними поглядами небільшовицького варіанта.
Маріана навчалась в університеті міста Чикаго, по закінченні якого стала бакалавром мистецтва соціальних наук. 1944 року вона закінчила університет і того ж року поховали батька. Мати перебралась в Нью-Йорк. Донька почала самостійне життя і перебралась в Мехіко.

## Життя і творчість у Мексиці
Первісно це була справжня авантюра, бо Маріана не володіла іспанською, а спілкувалась англо-американською та жестами. Її первісний стан в Мексиці був більш важким і через жіночу стать в напівфеодальній країні, і через немексиканське походження, і через незнання іспанської. Допомогло знайомство з Пабло О'Хиггинсом, американцем із Солк-Лейк-Сіті, штат Юта, котрий навчався в Сан-Дієго. Пабло О'Хиггинс і познайомив молоду жінку з Леопольдо Мендесом, одним із засновників Майстерні народної графіки.
Так 1945 року розпочалась її кар'єра в Мексиці, де вона навчалась в Національної школі живопису, скульптури та графіки, більш відому як Есмеральда. З 1945 року вона також стала членом Майстерні народної графіки, де була єдиною жінкою на той час. Майстерня була художньою організацією, котра підтримувала ідеї мексиканської ревоюції, а їх твори висвітлювали проблеми найбільш пригноблених і знедолених класів мексиканського суспільства. Мистецтво майстерні мало антицерковне, антифашистське спрямування. Маріана Ямпольськи розділяла ці погляди і згодом стала членом виконавчого комітету Майстерні. Вона звернулась з 1948 року до фотографії та до гравюри. Фотографія знадобилась Маріані для фіксації звершень майстерні та створення архіву художнього закладу. Але коло тем місткині швидко перетнуло кордон простого документування.
Серед тематики, котру вона розробляла — побут мексиканського села, проблеми бідності, дитинства бідняків, життя і прагнення знедолених. В Майстерні вона зблизилась із іншими представниками її покоління (серед яких Анхель Брачо, Франсіско Мора, Альберто Бельтран), котрі допомагали їй засвоїти іспанську, пізнати Мексику, її природу, людей та народну культуру.
Маріана брала участь в виставках Майстерні народної графіки в період між 1945 та 1960 роками, сама була в комітеті з організації виставок в Мексиці, а також за кордоном в Японії, Швейцарії, Франції.
На внутрішній стан товариства і її продукцію вплинули і розбіжності між правими, ліберальними партіями Мексики і партіями лівих ідеологій. В продукції Майстерні були як відверто політичні твори, так і твори мирного, практично побутового жанру. Але уряди не забули майстрам політичної підтримки радикальних політичних діячів і навіть мирна тематика граверів несла відбиток найкращих здобутків мексиканської революції і пам'яті про неї, про те добро, котре вона встигла зробити (Пабло О'Хиггинс «Страйк в Кананеа», Франсіско Мора «Волю політичним в'язням !!!», Адольфо Мехіак «Економічна могутність церкви», Фернандо Кастро Пачеко «Страйк в Ріо-Бланко», Альберто Бельтран «Тебе оточують неписьменні», Леопольдо Мендес «Маленька вчителько, яка валика твоя мужність !», Маріана Ямпольськи. «Прийшла вода, прийшло Життя».)
Перша виставка фотографій Маріани Ямпольськи була проведена тільки 1960 р. Наприкінці 1960-х (практично три роки) Маріана подорожувала сільськими районами Мексики, аби зафіксувати твори європейського мистецтва, провінційне життя, створені там монументальні фрески, збережені твори Хосе Гвадалупе Посади, артефакти народної культури, мексиканську природу. Відсняті фото опісля будуть продемонстровані на виставках в країні та за кордоном (Велика Британія, Нідерланди).

## Маріана-графік, редактор і художник книги
Маріана Ямпольськи як графік володіла декількома графічними техніками, серед яких дереворит, літографія тощо. Робила і спроби в живопису.
Але більш значним був внесок мисткині в створення ілюстрацій для книг та підручників для початкової школи. Це був її внесок в кампанію ліквідації неписьменності, особливо в провінційних, індіанських регіонах Мексики. Як редакторка, Маріана Ямпольськи широко використовувала фотографії, картини, гравюри, відтворення скульптур. Серед її ілюстрацій для підручників — книги з математики, літератури, суспільних та природничих наук, перевидання яких в Мексиці досягло 550 000 000. Вона була ініціатором створення книги «Дитина», куди увійшла низка її підібраних ілюстрацій і зображень дітей від доколумбового періоду до кінця ХХ ст. Вона також редактор низки видань з мистецтва, монографій про мексиканських художників, національну мексиканську їжу, іграшки, звичаї. Вона — редакторка мексиканської серії книжок для дітей «Колібрі».
Як художниця-ілюстратор вона також працювала в видавництві «El Día» та в видавництві Міністерства зв'язку «Annals».

## Маріана— колекціонер
Маріана Ямпольськи жваво цікавилась народними ремеслами та народною культурою Мексики. Це відбилось в колекціонуванні речей народної культури, її збірка досягла 3 000 зразків.

## Фонд Маріани Ямпольськи
В столичному районі Тлалпан по смерті майстрині створено Фонд Маріани Ямпольськи. Її чоловік Арьєн ван дер Слуіс віддав під організацію Фонду, архів, сховища і виставкові приміщення власні будинки. На початок ХХІ ст. Фонд утримував більш ніж 70 000 негативів фотографій, створених Маріаною за її творче життя. В сховищах також повна серія книжок серії «Колібрі», яку редагувала Маріана Ямпольськи.